# Sophia Karp
Sophia Karp, ursprungligen Sara Segal, född 1861 i Galați, död 31 mars 1904 i New York, var en rumänsk skådespelare och sångare (sopran). 
Karp var av judisk etnicitet och blev känd som den första kvinnliga skådespelaren engagerad inom den professionella jiddischteatern.
Hon gifte sig 1877 med skådespelaren Sokher Goldstein. Han var medlem i Abraham Goldfadens nyligen bildade teatersällskap, det första inom den jiddischspråkiga teatern. Teaterensemblen hade tidigare enbart anställt manliga skådespelare, vilka även spelat kvinnoroller.
Efter giftermålet började hon dock uppträda på teatern som den första kvinnliga skådespelaren. Hennes debut, i Goldfadens Die Bobe mit'n Enikel 1877, introducerade ett nytt yrke för (judiska) kvinnor. Redan senare samma år anställdes även Margaretta Schwartz och Annetta Schwartz samt strax därpå Annetta Grodner.
Karp fortsatte uppträda i teaterns uppsättningar i bland annat Bukarest, Iași och Galați. Därefter reste hon till Ryssland, där hon syntes på scen i Maryinki-teratern och den kungliga teatern i Odessa, i pjäser som Zjidovka, Uriel Acosta och Deborah. Hon spelade även på scener i Tyskland och Galicien. 1882 reste hon till New York, där hon uppträdde på både Rumanian Opera-House och Oriental Theater.
Tjugo år senare, 1902, etablerade hon och andra skådespelare Grand Theater, som den första teatern i New York helt ägnad åt jiddischteatern. Två år senare avled hon i samma stad, efter att ha insjuknat i tuberkulos.